# Heterochelus podagricus
Heterochelus podagricus är en skalbaggsart som beskrevs av Fabricius 1781. Heterochelus podagricus ingår i släktet Heterochelus och familjen Melolonthidae. Inga underarter finns listade i Catalogue of Life.